# Святкин, Юрий Дмитриевич
Ю́рий Дми́триевич Святкин — сотрудник Министерства внутренних дел Российской Федерации, капитан полиции, погиб при исполнении служебных обязанностей, кавалер ордена Мужества (посмертно).

## Биография
Юрий Дмитриевич Святкин родился 22 декабря 1979 года в селе Поводимово Дубёнского района Мордовской Автономной Советской Социалистической Республики. В 1997 году окончил Поводимовскую среднюю общеобразовательную школу, после чего уехал в город Елабугу Республики Татарстан, где поступил в Елабужскую специальную школу милиции Министерства внутренних дел Российской Федерации. Завершив обучение в 1999 году, вернулся на родину, где работал участковым уполномоченным Дубёнского районного отдела милиции.
Позднее окончил юридический факультет Нижегородской академии Министерства внутренних дел Российской Федерации и перевёлся в республиканскую столицу — город Саранск. Первоначально занимал должность участкового уполномоченного Октябрьского районного отдела внутренних дел города, затем инспектором патрульно-постовой службы. По службе характеризовался исключительно положительно, неоднократно отмечался наградами.
В декабре 2015 года в составе сводного отряда мордовских полицейских Святкин был направлен в служебную командировку на Северный Кавказ, был прикомандирован ко Временной оперативной группировке органов и подразделений Министерства внутренних дел Российской Федерации в Республике Дагестан. 15 февраля 2016 года капитан полиции Юрий Дмитриевич Святкин, находившийся в составе группы досмотра, нёс службу на контрольно-пропускном пункте «Джемикентский». Утром этого дня полицейские остановили автомашину ВАЗ-2109, двигавшуюся со стороны Дербента. За рулём находился террорист-смертник. Благодаря бдительности Святкина ему не удалось прорваться на территорию пункта временной дислокации сводного отряда мордовской полиции. Капитан успел предупредить личный состав об опасности, чем спас многим коллегам жизни. В результате самоподрыва боевика Святкин погиб.
Похоронен на городском кладбище № 5 в городе Саранске Республики Мордовия.
Указом Президента Российской Федерации капитан полиции Юрий Дмитриевич Святкин посмертно был удостоен ордена Мужества. Кроме того, он удостоен медалей МВД «За службу на Северном Кавказе» и «За отличие в службе» 2-й степени, медалью МВД Республики Мордовии «За отличие в службе» 3-й степени, а также посмертно республиканским «Орденом Славы Мордовии» 3-й степени.

## Память
- В честь Святкина названа улица в городе Саранске[4].
- Мемориальные доски в память о Святкине установлены в Саранске и в Дубёнках.